# Charlotte York
(Charlotte York)
Charlotte Goldenblatt (nata York, precedentemente MacDougal) è una delle protagoniste del telefilm Sex and the City, in onda sulla rete americana HBO dal 1998 al 2004. Interpretata da Kristin Davis è un personaggio creato da Candace Bushnell, che ha pubblicato l'omonimo romanzo da cui è stata tratta la serie.

## Biografia
Charlotte York è nata nel Connecticut. Al tempo studentessa modello e cheerleader, nel corso degli episodi si scopre che è stata eletta tante volte reginetta del ballo e ha avuto un passato da modella. Ha uno spirito fortemente romantico che la porta ad avere una visione fiabesca della vita di coppia e a cercare sempre un uomo che sia un vero e proprio principe azzurro. Questa sua mentalità fa sì che spesso si opponga alla visione libertina del sesso e delle relazioni amorose di Samantha. Per un periodo cerca di riallacciare i rapporti con le amiche di confraternita del college, ma non si troverà bene come pensava, venendo etichettata come troppo libertina.
Ha conosciuto Carrie grazie ad un inconveniente accaduto mentre si trovavano sedute l'una accanto all'altra in metropolitana.

## Carattere
Tradizionalista e perfezionista (tuttavia capace di superare certi tabù sessuali, in particolare con il suo partner), Charlotte si caratterizza per la sua indole ottimista (specie per le relazioni) contrapposta alla sua personalità fragile: nasconde, tuttavia, un lato forte con cui spesso si riscatta dalle ingiustizie di cui è vittima.
Ha una totale fiducia nell'amore, anche se questo non arriva, ed è costantemente alla ricerca dell'uomo giusto da sposare. In alcuni casi perde la fiducia nell'amore, ma grazie alle sue amiche, Carrie Bradshaw in particolare, la riacquista prontamente. Lavora come gallerista, ama profondamente il suo lavoro e l'arte in ogni sua forma, dalla pittura alla scultura alla fotografia.

## L'amore per Charlotte
La visione di Charlotte delle relazioni la porta a condannare in alcuni casi i comportamenti di Samantha, con cui litiga dopo che questa seduce suo fratello, separato da poco, e a volte a litigare con Miranda, quando Charlotte decide di lasciare il lavoro dopo essersi sposata. Il legame con le sue amiche è comunque molto forte, e quando Carrie va in crisi perché non trova "l'anima gemella", è lei che dice che loro quattro sono l'una l'anima gemella dell'altra.

### Gli uomini di Charlotte
Charlotte è costantemente alla ricerca dell'amore, e lo trova nel corso della terza serie: ha una lunga storia con Trey Mac Dougal, un cardiologo che inizialmente sembra essere l'uomo perfetto per lei. I due si sposano e Charlotte lascia la sua carriera di gallerista d'arte, per diventare la casalinga perfetta, sicura che di lì a breve sarebbe riuscita a rimanere incinta. Ma ben presto il loro matrimonio fallisce, visto che Trey giorno dopo giorno si rivela essere tutt'altro che perfetto, essendo viziato e infantile (in un episodio arriva addirittura a regalare a Charlotte una sagoma di cartone raffigurante un bambino nel patetico tentativo di scherzare sulla scarsa fecondità della moglie), inoltre la suocera Bunny si rivela una presenza ingombrante, possessiva e gelosa del figlio. Dal divorzio Charlotte ottiene l'appartamento a Park Avenue che Trey le aveva regalato prima del loro divorzio e un risarcimento di un milione di dollari. Riprende a lavorare, questa volta come guida in un museo d'arte ma da volontaria, in quanto fa fatica a trovare un nuovo lavoro, poiché ritenuta "troppo qualificata".
Nel corso della battaglia legale contro Bunny per ottenere l'intestazione dell'appartamento che Trey le aveva regalato, la donna incontra Harry Goldenblatt, un avvocato di cui s'innamora nonostante lui sia diverso dall'ideale di uomo da lei sempre cercato: Harry è calvo, un po' in carne e anche impacciato, inoltre suda copiosamente quando è nervoso. Harry invece si innamora di lei a prima vista e inizia a corteggiarla appena concluso il loro rapporto avvocato-cliente. I due si sposano dopo che Charlotte si è convertita all'ebraismo, religione di lui. Alla fine dell'ultima serie, dato che persistono le difficoltà di Charlotte di concepire, decidono di adottare una bambina cinese, Lily. Nel primo film Charlotte riesce comunque a rimanere incinta, e alla fine del film nasce una bambina che viene poi chiamata Rose. Nel secondo film invece Charlotte è alle prese con la difficoltà di gestire due bambine piccole, soprattutto Rose che piange in continuazione, inoltre diventa gelosa della tata, una ragazza in gamba ed attraente. Il viaggio ad Abu Dhabi riuscirà a rimetterla in sesto, aiutata da Miranda.